# Goyoum
Goyoum est un village du Cameroun situé dans la région de l'Est et le département du Lom-et-Djérem. Il fait partie de l'arrondissement (commune) de Bélabo.

## Géographie
Goyoum est arrosé par la Sanaga.

## Population
En 1966-1967, Goyoum comptait 54 habitants, principalement Kepere. Lors du recensement de 2005, on y a dénombré 1 103 personnes.

## Transport
Goyoum possède une gare ferroviaire située sur le Transcamerounais, la ligne de chemin reliant Douala à Ngaoundéré via Yaoundé et Bélabo.